# Rzeczyca
Rzeczyca è un comune rurale polacco del distretto di Tomaszów Mazowiecki, nel voivodato di Łódź.
Ricopre una superficie di 108,29 km² e nel 2004 contava 5 041 abitanti.